# No Tengo Dinero
No Tengo Dinero är en singel från 1983 av den italienska italo disco-duon Righeira, vilken släpptes som den tredje singeln från duons debutalbum Righeira.

## Låtlistor och format
- Italiensk 7"-singel[1]

A. "No Tengo Dinero" – 3:20
B. "Dinero Scratch" – 3:28
- Tysk 7"-singel[2]

A. "No Tengo Dinero" – 3:38
B. "Dinero Scratch" – 3:28
- Tysk 12"-maxisingel[3]

A. "No Tengo Dinero" – 5:30
B. "Dinero Scratch" – 4:58
- Amerikansk 12"-singel[4]

A. "No Tengo Dinero" – 5:30
B. "Tanzen mit Righeira" – 5:31

## Topplistor

### Veckolistor
| Lista (1983–1984)                  | Högsta position |
| ---------------------------------- | --------------- |
| Belgien                            | 21              |
| Italien                            | 15              |
| Nederländerna (Nederlandse Top 40) | 10              |
| Schweiz                            | 20              |
| Västtyskland                       | 12              |